# Personnages de la Belgariade et de la Mallorée
 (février 2025).
Si vous disposez d'ouvrages ou d'articles de référence ou si vous connaissez des sites web de qualité traitant du thème abordé ici, merci de compléter l'article en donnant les références utiles à sa vérifiabilité et en les liant à la section « Notes et références ».

Cet article regroupe les personnages de la Belgariade, de la Mallorée et des Préquelles, séries de romans de fantasy de David et Leigh Eddings (1982-1997).

## Humains

### Aloriens
Les Aloriens étaient autrefois les dirigeants d'un vaste empire situé au nord du continent du Ponant. Pas très subtils et brutaux, ils étaient le peuple de Belar, le dieu Ours. Lorsque l'Orbe d'Aldur fut reprise à Torak et confiée à Riva Poing-de-Fer, le royaume Alorien fut divisé en quatre nouveaux territoires : les territoires marécageux de l'est, avec de vastes landes au nord, devinrent la Drasnie dirigée par les descendants de Dras Cou-d'Auroch, le fils aîné du roi Cherek Garrot d'Ours. Les vastes plaines au sud devinrent l'Algarie, dirigée par les descendants d'Algar Pied-Léger, le deuxième fils du roi Cherek Garrot-d'Ours. Le reste du territoire continental resta sous la tutelle du roi Cherek, qui donna son nom à son royaume confié a un quatrième fils qu'il aura après la division. L'Île des Vents, une petite île à l'ouest du continent mais proche des trois autres royaumes Aloriens, devint le royaume de Riva Poing-de-Fer, le benjamin des fils du roi Cherek. Les quatre royaumes, bien que divisés à la suite de la reprise de l'Orbe d'Aldur, sont toujours alliés et entretiennent des liens très forts, portant la guerre à quiconque s'en prendrait à l'un d'entre eux, notamment à Riva, ce qui arriva lorsque la lignée royale de Riva fut presque entièrement exterminée par des assassins Nyissiens.

#### Algarois
Les Algarois sont un peuple de nomades et d'éleveurs vivant en clans séparés dans les vastes plaines d'Algarie, migrant au gré des saisons en guidant leurs troupeaux. Les Algarois sont de redoutables cavaliers, les meilleurs du monde. Ils n'ont aucune ville, afin de ne pas donner de cible à un envahisseur, mais ils disposent d'une place forte, la Forteresse, où les clans peuvent se réunir en cas d'attaque ennemie et qui est en fait une vaste citadelle de pierre pratiquement imprenable.
- Adara est l'épouse d'Hettar et la cousine de Belgarion.
- Algar Pied-Léger est le fils de Cherek Garrot d'Ours, roi d'Alorie. Il doit son nom à sa grande taille et à sa silhouette fine. Il découvrit avec son père et ses deux frères, Riva Poing-de-Fer et Dras Cou-d'Auroch, le moyen de se rendre sur l'autre continent et de dérober l'orbe à Torak. Cette mission déclencha la division de l'Alorie en quatre nouveaux royaumes pour pouvoir protéger l'orbe. Son royaume prit en partie son nom, l'Algarie. Grande plaine, ses habitants devinrent très vite des nomades et des éleveurs de bétail et notamment de chevaux.
- Cho-Hag est le roi d'Algarie et chef des chefs de clan Algarois. À cause d'une faiblesse dans les genoux due à une maladie contractée durant son enfance, Cho-Hag ne peut rester droit sans aide. Dans les premiers tomes de La Belgariade, elle lui est apportée par son fils adoptif, Hettar, le Seigneur des Chevaux. Malgré cela, il monte aussi bien à cheval que n'importe quel Algarois. Lors de la bataille de Thull Mardu, Cho-Hag provoque en duel Taur Urgas, le roi des Murgos, dont il est victorieux.
- Hettar est le fils adoptif de Cho-Hag, le roi d'Algarie. Il est sans doute le moins bavard des Algarois. En effet ses parents ont été tués sous ses yeux par des Murgos alors qu'il était très jeune avant d'être trainé et abandonné dans les plaines désertes d'Algarie. Cho-Hag l'a alors trouvé et recueilli comme son fils mais Hettar a conservé toute sa vie une haine viscérale des Murgos. Il devient, à la grande joie de son père adoptif, un Sha-Dar, un homme pouvant se lier à l'esprit des chevaux, comme il n'en naît qu'un par génération. Ce pouvoir s'avère bien utile dans la quête de la Belgariade. Hettar apparaît peu dans la Mallorée car le Seigneur des Chevaux (tel qu'il est nommé dans les Prophéties) ne doit pas participer à cette quête. Il se marie à la cousine de Belgarion : Adara, une Algaroise.
- Silar est l'épouse de Cho-Hag et la reine d'Algarie.

#### Cheresques
Les Cheresque sont un peuple de marins redoutables, leur flotte étant la meilleure du monde. Ils vivent dans des villages proches de cours d'eau ou de la mer, dont ils tirent leur subsistance, et sont le peuple alorien le plus proche des anciens Aloriens d'avant la division de leur royaume. La sécurité du royaume est assurée par une particularité géographique, la « Barre de Cherek », un énorme tourbillon situé à l'entrée du Golf du Cherek et que seuls les capitaines cheresques savent passer. Le passage de la barre, qui assure la sécurité des royaumes aloriens, est toujours éprouvant pour la plupart des étrangers qui l'empruntent, et sert d'ailleurs la réputation d'excellents marins du peuple de Cherek, bien que plusieurs autres peuples considèrent les cheresques comme cinglés pour leur passage de la Barre.
- Anheg est le roi de Cherek et dirige son royaume depuis le palais du Val d'Alorie. Il est également le commandant de la flotte de guerre Cheresque, la meilleure flotte du monde. À l'instar des autres Aloriens, Anheg aime la boisson et la bagarre et voue une haine farouche aux Angaraks, en particulier aux Murgos. Anheg passe pour un « Alorien de base » auprès de son peuple et des autres nations du Ponant, mais c'est en fait un esprit éclairé et un érudit, qui compulse tous les livres traitant d'histoire et des prophéties qu'il peut trouver. Il dispose d'une des plus vastes bibliothèques du Ponant et emploie des agents dans tous les royaumes dont le but est de lui trouver de nouveaux livres. Physiquement le roi Anheg ressemble à tous les Cheresques : grand, brun et barbu.
- Barak apparaît pour la première fois dans Le Pion blanc des présages. Comte de Trellheim, Barak est un grand cheresque qui habite le Golfe de Cherek. Il est le cousin du roi Anheg et est marié avec dame Merel, dont il a deux filles et un fils. Il est roux, très grand, très fort et très poilu. Dans les premiers tomes, Barak s'entend très mal avec Merel. Leur mariage a été arrangé par leurs familles respectives et Merel reste froide envers Barak, ce qui le pousse à souvent s'absenter de Cherek pour éviter de souffrir. Ce n'est que par la suite que tous les deux se rendent compte qu'en fait ils sont faits l'un pour l'autre. Cette prise de conscience semble être provoquée par la naissance d'Unrak, leur fils cadet. Par la suite, Merel (qui est aussi une dame de compagnie de la reine Islena) se montre très sage et de très bon conseil pour Barak et pour la reine, notamment lorsque la guerre avec les Angaraks a commencé. Dans la prophétie, Barak joue le rôle de l'ours protecteur : il se change en ours dès que Garion est en danger. Sinon il s'avère être un gai compagnon, bourru, aux insultes fleuries et aux beuveries fréquentes. Polgara trouve son influence néfaste tant pour Garion que pour le jeune Mission.
- Cherek est le roi du royaume d'Alorie avant sa division à la suite du vol de l'orbe à Torak, quelques millénaires avant la belgariade. À la suite de la division de son royaume, son nouveau royaume, au nord, prend son nom. Son royaume devint en réalité, la mer. À la suite de la division de l'Alorie, il se remaria pour avoir un fils qui hériterait de son royaume, et son peuple changea pour devenir un peuple très tourné vers la mer, tout en essuyant les attaques des Trolls qui vivent à sa frontière. Les cheresque sont le peuple le plus proche des Aloriens originels.
- Greldik est un marin bourru et sans aucun savoir-vivre. Il transportera à de nombreuses reprises Belgarion et des compagnons sur son navire. Il est considéré par Belgarath comme le meilleur marin au monde.
- Islena est l'épouse d'Anheg et la reine de Cherek.
- Merel est l'épouse de Barak.
- Unrak est le fils de Barak et Merel. Il se transforme en ours, comme son père, quand celui qu'il doit protéger, Geran, est en danger. Il est ami depuis son enfance avec Kheva. Adolescent, il part en Mallorée avec son père et d'autres amis de Garion à la recherche de ce dernier et de Geran. Là-bas, ils sauvent la vie de Nathel, le jeune roi des Thulls, qu'il prend ensuite sous son aile.

#### Drasniens
Les Drasniens, vivant dans les marais et les landes de la Drasnie, sont un peuple de rudes marchands et commerçants, mais surtout d'espions. En fait, plusieurs marchands drasniens sont des espions, ce qui permet à leur royaume d'avoir le meilleur réseau d'espionnage du monde et de savoir à peu près tout sur tout ce qui se passe partout dans le monde, ils ont d'ailleurs développé un langage des signes qui permet de se transmettre plusieurs informations sans devoir parler. Les soldats Drasniens sont des fantassins, formant une infanterie réputée et utilisant notamment des piques et hallebardes au combat. Leur capitale, Boktor, se situe à la division de la rivière Mrin et est une ville majestueuse avec de grands espaces, totalement rebâtie après la bataille de Vo Mimbre où elle fut rasée par Torak.
- Dras Cou d'Auroch est le fils de Cherek Garrot d'Ours, roi d'Alorie. Il doit son nom à sa stature très impressionnante. Il découvrit un moyen de dérober l'orbe à Torak avec son père et ses frères. Ce vol provoqua la division du royaume. Son royaume prit le nom de Drasnie. Situé sur des marécages, ses habitants sont des commerçants très malins et la majorité sont en réalité d'excellents espions. À la guerre, l'armée drasnienne est uniquement composée de hallebardiers et de piquiers qui sont réputés pour être l'une des meilleures infanteries du monde, bien que n'ayant pas le nombre des légions de Tolnédrie.
- Javelin : voir Khendon
- Kheldar
- Khendon (surnommé Javelin) dirige le service d'espionnage de la Drasnie. C'est l'oncle de Liselle.
- Liselle (surnommée Velvet) est une jeune espionne drasnienne très douée. Très attirée par Silk, elle finit par le séduire et se marie avec lui.
- Porenn est l'épouse de Rhodar et la reine de Drasnie. Comme la plupart des nobles drasniens, elle a suivi une formation d'espion et son mari lui a d'ailleurs offert comme cadeau de noces une troupe d'espions. Malgré son aspect de femme douce et délicate, c'est une femme rusée et intelligente qui sait parfaitement diriger les affaires du pays. Après le décès de son époux, qui la laisse endeuillée et après lequel elle ne porte plus que des habits noirs, elle est nommée régente de drasnie en attendant que son jeune fils Kheva soit en âge de régner, prenant donc place aux côtés d'Anheg, Belgarion, Cho-Hag et Fulrach dans le conseil des rois d'Alorie.
- Rhodar est le roi de Drasnie. Rusé et diplomate, il n'est néanmoins pas très athlétique : il est en effet obèse à un stade avancé, et décède lors du premier tome de la Mallorée, sa santé étant à bout.
- Silk : voir Kheldar
- Velvet : voir Liselle
- Vordaï est une sorcière des marais drasniens. Elle s'est retirée dans un cottage qu'elle a construit au fond des marais et n'apprécie guère la société humaine, elle s'est également prise d'affection pour une espèce locale, comparable a des loutres, qu'elle a légèrement modifié grâce à sa magie pour les rendre intelligents. Elle demandera d'ailleurs à Belgarath d'utiliser sa magie pour que ses petits protégés puissent parler, afin de leur permettre de ne plus être chassés par les drasniens qui vendent leurs fourrures.

#### Riviens
Les Riviens sont un peuple Alorien vivant essentiellement d'élevage et de pêche dans leur royaume insulaire, protégé par la flotte cheresque et allié aux autres royaumes aloriens par un pacte d'amitié. C'est un peuple qui peut paraître froid et austère de prime abord, notamment parce que la majorité des riviens portent leur costume national, une cape de laine grise, et parce que toute leur capitale et unique ville est en fait une grande forteresse protégeant le Trône du roi de Riva. Mais c'est un peuple d'artistes, qui décore souvent chaleureusement ses demeures malgré leur façade austère. L'armée rivienne n'est pas très grande comparée à celle de ses alliés, mais elle est composée de soldats professionnels et bien entraînés.
- Riva Poing-de-Fer est le fils de Cherek Garrot d'Ours, roi d'Alorie. Il doit son nom à ses mains immenses. Il découvrit avec son père et ses deux frères, Dras Cou d'Auroch et Algar Pied-Léger, le pont de pierre qui permettait de rejoindre l'autre continent. Avec l'aide de Belgarath, ils dérobèrent l'orbe à Torak à son insu. Il devint le gardien de l'orbe et la seule personne capable de la toucher. Belgarath (et également la nécessité) provoqua l'éclatement de l'Alorie en quatre nouveaux royaumes, Cherek, la Drasnie, l'Algarie et enfin Riva, une île isolée, pour pouvoir protéger l'orbe. Le dieu des aloriens, Belar, fit tomber du ciel deux étoiles que Riva forgea pour en faire une épée où l'orbe fut enchâssé et dont le but ultime sera de tuer Torak. Riva érigea une véritable forteresse sur cette île qui prit également son nom. Il épousa Beldaran, fille de Belgarath, et eut un fils Daran. Fou de douleur à la mort de Beldaran, il céda très vite son trône à son fils, incapable de gérer son royaume.
- Brand est le Gardien de Riva. Il assure la régence de l'île et, après que Garion est devenu roi de Riva, il devient son premier ministre. Brand n'est pas son véritable nom, mais un titre transmis de père en fils depuis la fondation du royaume.
- Garion :

### Angaraks
Les Angaraks sont le peuple de Torak, le dieu dragon, et ce sont les principaux antagonistes des cycles de la Belgariade et de la Mallorée. Ils sont devenus les ennemis jurés de peuples du Ponant depuis la guerre qui les opposa à Torak et depuis que le monde a été divisé en deux continent par ce dernier grâce à l'Orbe d'Aldur. Ils sont divisés en différents peuples dans le Ponant et vivent majoritairement dans les provinces occidentales de l'empire de Mallorée.

#### Grolims
Les Grolims ne sont pas à proprement parler un « peuple » angarak. Ce sont les prêtres de Torak, reconnaissables par leurs robes noires aux ganses de couleur différentes afin de marquer leurs rangs et par leur port régulier d'un masque de fer. Plusieurs d'entre eux ont quelques connaissances en magie. Ils sont particulièrement craints par les autres Angaraks car ils pratiquent les sacrifices rituels dédiés à leur dieu, en arrachant le cœur d'esclave où d'autres angaraks, notamment des Thulls.
- Chamdar est un disciple de Ctuchik qui a tué les parents de Garion et qui est tué par celui-ci lorsque Garion utilise ses pouvoirs de sorcellerie pour la première fois. Il se fait parfois appeler Asharak le Murgo. Il se faisait passer pour un marchand et observait grâce à la magie Garion, qui le voyait souvent mais sans pouvoir en parler a ses amis sous la forme d'un grand cavalier noir.
- Ctuchik est un disciple et grand prêtre de Torak qui réside à Rak Cthol. Il est tué au cours d'un duel de sorcellerie contre Belgarath.
- Harakan est un lieutenant d'Urvon. Il se fit passer pour un Alorien afin d'infiltrer le Culte de l'Ours pour provoquer une guerre civile, d'abord en faisant assassiner Brand, le Gardien de Riva, par des Cheresques pour provoquer un conflit entre Riva et Cherek, puis en infiltrant la Drasnie, notamment les landes de l'est, et en plaçant sous son contrôle plusieurs officiers de l'armée Drasneinne. Démasqué, il fuit au Cthol Murgos où il se fait passer pour un Dagashii et recruté pour aller assassiner Zakath, mais à Rak Urga il est démasqué par les amis de Garion qui s'apprêtaient à quitter le port et a retourner en Mallorée. Il change encore d'identité pour se faire passer pour un Karandaque, et conclût un pacte avec un Démon Majeur pour s'emparer du Sardion tout en déclenchant la guerre civile en Mallorée... néanmoins, il meurt alors, lorsque le groupe de Garion le croise alors qu'il escorte son maître Urvon, qu'il manipule, à Ashaba : Liselle, l'espionne Drasnienne accompagnant le groupe, lui lance Zith, un petit serpent vert dont la morsure est fatale, au visage, et il est foudroyé par le poison.
- Naradas est un lieutenant de Zandramas.
- Urvon est un disciple de Torak qui dirige l'église du dieu en Mallorée. Il a une longue et profonde inimitié partagée avec Beldin. Sorcier, comme la plupart des Grolims, il a fait alliance avec un Démon Majeur, un seigneur démoniaque des entités vénérées par les Karandaques et les Morindiens, lui permettant d'invoquer un grand nombre de démons pour l'aider dans son combat à la fois contre Zandramas et Zakath. Il n'est cependant qu'une marionnette entre les mains de Nahaz, le seigneur démoniaque auquel il est allié et qui manipule son esprit tout en le maintenant dans une illusion.
- Zandramas est l'Enfant des Ténèbres dans La Mallorée. On ne sait pas grand-chose de l'Enfant des Ténébres du second cycle de La Guerre des Dieux sinon qu'il s'agit d'une ex-prêtresse grolim de Mallorée et qu'elle est Darshivienne. Elle se croit désignée pour donner un nouveau dieu et un roi suprême au peuple angarak. Dans ce sens, elle tentera à plusieurs reprises d'éliminer Zakath afin de placer un empereur de son choix sur le trône de Mallorée. Elle enlève le fils de Garion et Ce'Nedra, le prince Geran, afin de l'emmener à l'Endroit-qui-n'est-plus et en faire le nouveau dieu des Angaraks. Lorsqu'Urvon commence lui aussi sa guerre contre Zakath, à l'aide de Karandaques et de démons, elle fait de même que son rival : elle s'allie avec Mordja, un rival de Nahaz, le démon qui manipule Urvon. Vaincue par Garion et Mission, avec l'aide de Polgara et de Cyradis, Zandramas et le Sardion sont expédiés par les deux nécessités dans l'infini univers afin de combler le trou engendré par l'explosion inopinée de l'étoile qui causa la division des deux nécessités.
- Zedar est un ancien disciple d'Aldur qui est devenu par la suite un disciple de Torak. C'est lui qui vole l'Orbe d'Aldur au début de la Belgariade. Contrairement aux autres serviteurs de Torak, ce n'est pas un Angarak.

#### Malloréens
Les Malloréens sont les descendants des Angaraks étant restés en Mallorée après que Torak ait envoyés les anciens habitants de Cthol Mishrak dans le Ponant pour menacer les Aloriens et, à terme, récupéré l'Orbe. C'est un peuple métis, la plupart des Angaraks de souche s'étant mélangés avec les autres peuples de Mallorée, comme les Melcènes, les Karandaques et les Dals, des peuples sans dieu tutélaire. Ils disposent d'un empire gigantesque et solidement établit, doté notamment d'une armée disciplinée et d'une vaste administration. Les Malloréens apprécient particulièrement la couleur rouge, qui est notamment celle de leurs uniformes militaires et de la plupart de leurs pièces d'équipement de tissus. Les descendants les plus proches des anciens Angaraks peuplent principalement la « Mallorée Antique », la partie la plus occidentale de l'empire malloréen, qui est divisée en cinq provinces et abrite Mal Zeth, la capitale de l'empire. Les Karandaques, proches cousins des Morindiens qui vivent au nord du Ponant, peuplent quant à eux les Sept royaumes, au nord et au centre du continent, les Melcènes vivent sur leurs îles et dans les cinq anciennes principautés de leur empire avant sa fusion avec l'empire Angarak, et les Dals peuplent les quatre protectorats qui forment la partie sud-ouest du continent malloréen.
- Brador : chef du département de l'intérieur de l'empire de Mallorée, c'est l'un des plus proches collaborateurs de l'empereur Zakath. Il est également le chef des services secrets de l'empire de Mallorée. Il est d'origine Melcènes, comme la vaste majorité des administrateurs de l'empire, les melcènes ayant la haute main sur les affaires politiques de ce dernier alors que les Angaraks ont plutôt tendance à faire carrière dans l'armée.
- Zakath ou Kal Zakath (Kal signifiant Dieu et Roi en mallorien ; durant la Belgariade on l'appelle 'Zakath, l'apostrophe signifiant Kal mais il ne s'appellera Kal Zakath qu'après la mort de Torak, pour qui le terme a été inventé), est l'empereur de l'infinie Mallorée au moment des aventures de Garion et de ses compagnons aussi bien dans la Belgariade que dans la Mallorée. Sa présence est anecdotique dans le premier cycle, n'apparaissant que dans le dernier tome de la saga sur une dizaine de pages. Son rôle est par contre prépondérant dans la Mallorée où il est présent à partir du troisième livre en tant qu'empereur de Mallorée avant d'accompagner Garion dans sa poursuite de Zandramas, l'Enfant de Ténèbres ayant enlevé son fils Geran. Zakath est un personnage mélancolique et instable au début de l'histoire, rendu tyrannique et implacable après avoir ordonné l'exécution de la femme qu'il aimait croyant celle-ci mêlée à un complot ourdi par le roi du Cthol Murgos. Découvrant l'innocence de sa fiancée, Zakath se jure de se venger des Murgos et entreprend une guerre d'épuration de leur royaume menée avec la plus grande cruauté. Découvrant que Urgit, le nouveau roi des Murgos, n'est pas le fils de Taur Urgas, Zakath abandonne sa croisade contre la famille royale murgo et rentre en Mallorée où il entame une longue conversion psychologique qui l'amènera à suivre Garion et ses compagnons dans leur quête.

#### Murgos
Les Murgos sont un peuple guerrier vivant dans le sud-est du continent du Ponant. Ils sont les descendants des nobles et guerriers de Cthol Mishrak, l'ancienne cité de Torak désertée après la récupération de l'Orbe par Belgarath, et c'est après cette époque qu'ils ont migré, par ordre de Torak, vers le Ponant et se sont installés au sud du continent. Leur royaume est sous-estimé par les peuples du Ponant, qui ne connaissent que les environs de Rak Goska, n'ayant aucune connaissance des autres parties du royaume. Ce dernier est composé de neuf District militaires, chacun ayant une capitale et ayant donné une lignée de roi au Cthol Murgos. Parmi les Murgos il existe une secte d'assassins, les Dagashis, vivant en autonomie par rapport aux autres provinces dans leur cité cachée de Kahsha, située dans le désert d'Araga. Les Murgos n'ayant jamais été des travailleurs, ce sont également des esclavagistes qui achètent notamment des esclaves en Nyissie. Dans leurs coutumes il y a un rite du sang qui consiste à s'entailler le visage pour prouver sa dévotion à Torak et son passage à l'âge adulte. C'est également un peuple xénophobe qui tient particulièrement à la « pureté raciale », les Murgos étant polygames et assurant particulièrement la sécurité des quartiers de leurs femmes dans leurs demeures, ces derniers étant les quartiers les plus sécurisés d'une demeure murgo. Ils se faisaient passer, à l'époque de la Belgariade, pour des commerçants afin d'infiltrer les royaumes du Ponant et d'y semer la discorde, notamment grâce à leur or rouge, un or particulier uniquement trouvable au Cthol Murgos et corrompant ses possesseurs. Malgré leurs tentatives, ils n'arriveront jamais à pénétrer les royaumes aloriens, ces derniers vouant une haine trop grande pour tolérer leur présence.
- Taur Urgas est roi du Cthol Murgos et dirige son royaume depuis le palais de Rak Goska. Taur Urgas est connu pour être atteint de folie. Il voue une haine farouche aux Aloriens et souhaite devenir roi des rois des Angaraks. Taur Urgas est frappé par la malédiction de la lignée Urga : la folie. Lors de La Belgariade, il mène les troupes Murgos au Nord, dans le but de contrer l'arrivée des armées Malloréennes. Il entreprend également de nettoyer le Cthol Murgos de tous les étrangers venant des royaumes du Ponant, prélude à l'invasion. C'est un ennemi intime du prince Kheldar de Drasnie, qui a tué son fils ainé. Il est vaincu par le roi Algarois Cho-Hag à la bataille de Thull Mardu. Dans le cycle La Mallorée, son fils et successeur Urgit le décrit comme quelqu'un de violent envers ses femmes et ses enfants, encourageant ces derniers à comploter les uns contre les autres avec une règle : le survivant sera son successeur. Urgit raconte également que lorsque quelque chose ne tournait pas comme son père le souhaitait, Taur Urgas se mettait à quatre pattes et mâchouillait les pieds des meubles.
- Urgit est le successeur de Taur Urgas sur le trône du Cthol Murgos. Il règne depuis Cthol Urga. Dans La Mallorée, Urgit apparaît comme un roi faible, soumis aux pouvoirs religieux et militaire, qui lutte constamment pour sa survie et que le peuple Murgo ne respecte pas. Il a dû tuer tous ses frères pour rester en vie et s'emparer du trône. Lors du passage de Belgarath et de ses compagnons, Velvet découvre qu'Urgit n'est pas le fils de Taur Urgas, mais celui du père de Kheldar, l'espion drasnien. N'étant donc pas de la lignée Urga, il ne connaîtra pas la malédiction qui les frappe et ne deviendra pas fou. Grâce aux conseils avisés de Belgarion, il prendra confiance en lui et commencera à agir en roi. Il refusera ainsi d'accompagner le grand prêtre Grolim Asharak en Mallorée, suivre la quête du Sardion. Peu de temps après le départ des compagnons, il épouse Prala, princesse de la tribu des Cthan.

#### Nadraks
Les Nadraks étaient les anciens marchands de Cthol Mishrak, et lors de la migration des habitants de la cité ils s'installèrent au nord du continent, à la lisière des territoires Morindiens, dans un royaume qu'ils nommèrent le Gar Og Nadrak. De tous les angaraks, se sont les moins fanatiques, plus ouverts au commerce avec les autres peuples que les Murgos. Ce sont des trappeurs, des forestiers et des commerçants qui échangent notamment avec la Drasnie, leur voisine. Les femmes ont une place particulière dans la culture Nadrake où elles sont considérées comme des biens échangeables, bien que leur situation ne soit pas aussi terrible que ce que l'on pourrait croire et qu'elles jouissent d'une grande liberté, notamment parce qu'elles sont autorisées à porter des dagues pour se protéger.
- Drosta est le roi des Nadraks. C'est un débauché, rusé et ambitieux. N'étant pas particulièrement croyant, il 'n'est pas apprécié par les Grolims de son royaume et voit d'un mauvais œil le début de la grande campagne des angaraks contre les nations du Ponant, car il n'apprécie ni Taur Urgas, ni 'Zakath, et apprécie encore moins le passage des Malloréens par son royaume pour rejoindre le Ponant. Il décide finalement de trahir les autres Angaraks en se ralliant aux rois du Ponant, permettant un revirement du cours de la bataille de Thul Mardu lorsque ses troupes attaquent leurs alliés malloréens et thulls. Après la guerre, il est encore un allié des rois du Ponant, 'Zakath ne s'étant pas occupé de lui car il s'est lancé dans une guerre contre le Cthol Murgos.
- Vella est une danseuse nadrake qui a été achetée par Yarblek, lequel la revend plus tard à Beldin, dont elle tombe amoureuse. Elle apparaît brièvement dans le dernier tome de la Belgariade, où elle permet de montrer une partie de la culture nadrake et où son ancien propriétaire, trop âgé, la revend à un trappeur nadrak locale. Elle réapparaît dans le premier tome de la Mallorée, Silk expliquant que le trappeur qui l'avait achetée et épousée étaient morts en chassant un ours, elle devint la propriété du frère du trappeur qui la revendit à Yarblek. Elle reste longtemps avec lui à Boktor, la capitale de la Drasnie où elle devient amie avec la reine Porenn.
- Yarblek est un marchand nadrak qui est le partenaire commercial de Silk.

#### Thulls
Les Thulls sont à la fois le peuple Angarak le plus nombreux, mais également le plus pitoyable. Ils descendent des anciens porteurs et serviteurs de la noblesse de Cthol Mishrak, et sont considérés comme des esclaves par les Murgos alors que les Grolims n'hésitent pas à se servir d'eux comme sacrifices. Les Thulls sont pour la plupart forts et bien bâtis, mais ils sont également craintifs et ne sont pas particulièrement intelligents. Ils vivent dans un royaume situé entre Cthol Murgos et le Gar og Nadrak : Mishrak ac Thull. Contrairement aux autres peuples angaraks du Ponant, ils n'ont pas véritablement d'armée. Les femmes Thulls sont connues pour leur comportement lubrique, résultat de leur place privilégiée pour les sacrifices à Torak car les femmes enceintes ne sont pas prises comme victimes.
- Gethell est le roi des Thulls. Il apparaît brièvement dans le dernier tome de la Belgariade, où 'Zakath le menace de le crucifier puis le fait fouetter car ses Thulls, utilisés comme des auxiliaires par les malloréens, ont fui lors du premier affrontement contre les troupes du Ponant occupant Thull Mardu. Il meurt dans les premiers livres de la Mallorée.
- Nathel, son fils timoré et guère plus intelligent, le remplace alors. Il est contrôlé par sa mère puis par Asharak qui l'emmène en Mallorée pour faire de lui le roi des rois des Angaraks. Là-bas il est sauvé par les amis de Garion dont Unrak, duquel il devient très proche.

### Arendais
Les Arendais sont le peuple du dieu taureau Chaldan. C'est un peuple querelleur et désuni: autrefois, avant la bataille de Vo Mimbre qui vit la défaite de Torak lorsqu'il marcha contre le Ponant, le pays était divisé entre trois duchés, chacun nommés d'après sa capitale : Vo Wacune, au nord-ouest, Vo Astur au nord-est et Vo Mimbre au sud. Le Duché de Vo Wacune fut détruit par les Asturiens, et la plupart de ses territoires du nord, appartenant au Duché d'Erat, furent intégrées au royaume de Sendarie à sa fondation. Plus tard les Mimbraïques conquirent l'Asturie, mais ce n'est qu'après Vo Mimbre que le pays fut formellement uni, même s'il existe toujours des dissensions entre les Asturiens et les Mimbraïques. Malgré leurs différences culturelles, les deux peuples, Asturiens et Mimbraïques, pratiquent le servage et laissent vivre leurs serfs dans des conditions misérables. Le pays est divisé en de nombreux fiefs, chacun centré autour du château de son seigneur.

#### Asturiens
Les Asturiens sont un peuple forestier reconnût pour le talent de ses archers. Ils vivent notamment dans les forêts du nord de l'Arendie, où ils fomentent souvent des rebellions contre le pouvoir royal auquel ils ne se sont jamais soumis formellement, refusant de prêter serment de vassalité au Duc de Mimbre.
- Lelldorin est un Arendais (le peuple du Dieu Chaldan) d'origine Asturienne (la partie de ce peuple vivant dans les forêts et en rébellion perpétuelle contre la couronne). C'est un être gai, insouciant et d'un enthousiasme spontané qui confine à la stupidité. L'action est simultanée à la pensée chez ce garçon, de ce fait la notion de réfléchir avant d'agir lui complètement étrangère. Il a une faculté sidérante à se mettre dans de fâcheuses postures. Tous les Asturiens sont d'excellents archers, et Lelldorin est le meilleur d'entre eux.
- Mayaserana est l'épouse de Korodullin et la reine d'Arendie. Son nom peut être considéré comme un titre plutôt qu'un nom propre, toutes les reines d'Arendie portant le nom de Mayaserana, du nom de la fille du duc d'Asturie en exil à l'époque de la bataille de Vo Mimbre. Cette jeune fille épousa le fils du Duc de Vo Mimbre, qui se déclarait alors « Roi d'Arendie » malgré le fait que la noblesse asturienne passée dans la clandestinité luttait contre lui, et permit l'unification du pays malgré le fait que de nombreux nobles Asturiens continuent à refuser, dans une moindre mesure, l'autorité royale et fomentent des rébellions contre leurs seigneurs Mimbraïques. Depuis, toutes les reines, proches par le sang de leur consort, se nomment Mayaserana.

#### Mimbraïques
Les Mimbraïques vivent dans les plaines au sud de la Mallerin, qui sépare leur duché des anciens duchés de Vo Astur et de Vo Wacune. Ils sont connus pour leur langage ampoulé, soutenu et châtié commun à leur noblesse. Cette dernière est composée de chevaliers en armures de plaques montant de lourds destriers et appréciant particulièrement les joutes et les tournois. Ils se sentent supérieurs aux Asturiens, qui n'emploient pas un langage aussi distingué que le leur, du fait que la capitale du royaume se trouve sur leurs terres. C'est un peuple querelleur, les seigneurs féodaux n'hésitant pas a combattre entre eux, mêmes si le pouvoir royal veille à calmer les querelles.
- Ariana est l'épouse de Lelldorin. C'est la sœur d'un baron de deux nobles seigneurs mimbraïques qui se faisaient la guerre, stimulés par un agent Murgo, à l'époque où Garion et ses compagnons étaient en quête de l'Orbe d'Aldur et passaient par le fief que se disputaient les frères d'Ariana. Lelldorin, alors gravement blessé, resta dans le fief et fut confié aux bons soins d'Ariana car il ne pouvait pas suivre Garion et ses amis a cause de sa blessure. C'est lors de ce séjour qu'ils développèrent des sentiments mutuels et, après une fuite du château familial alors que Lelldorin était remis de ses blessures, entraînant dans la fuite la mort de quelques chevaux et une nouvelle blessure à la jambe pour le frère d'Ariana qui avait été précédemment blessé en joutant contre Mandorallen, ils se marièrent dans une chapelle de Chaldan mais ne consommèrent leur union qu'après la guerre. Ariana accompagna d'ailleurs l'armée du Ponant en tant que soigneuse, et devint amie avec la princesse Ce'Nedra lors de la campagne.
- Korodullin est le roi d'Arendie. Comme le nom de son épouse, son nom est un titre issu de l'unification de l'Arendie : après la bataille de Vo Mimbre, les deux ducs de Mimbre et d'Asturie étant morts, leurs enfants s'unirent et le premier Korodullin, fils du Duc de Mimbre qui se prétendait alors roi d'Arendie, épousa la duchesse Mayaserana, fille du duc d'Asturie en exil. Ce mariage, qui engendra la tradition de nommé les deux dirigeants d'Arendie par les noms des membres du premier couple royal de l'Arendie unie, marqua l'unification formelle de toute l'Arendie. Fruit d'une longue tradition de mariages proches de la consanguinité, le roi Korodullin a l'air fragile, mais c'est un chevalier aussi compétent que n'importe quel seigneur mimbraïque, et très intelligent, même s'il utilise le même langage que ses seigneurs.
- Mandorallen est l'actuel Baron de Vo Mandor, dans le duché de Mimbre, en Arendie. Il est un chevalier mimbraïque, et comme tous les mimbraïques, il est très courageux et dévoué aux idéaux chevaleresques, mais assez stupide et persuadé d'être invincible. Le langage soutenu et châtié qu'il utilise (autre conséquence du fait qu'il soit mimbraïque) le démarque des autres membres du groupe (comme Barak, qui est plutôt vulgaire). Il est l'un des compagnons de Garion durant sa reconquête de l'Orbe d'Aldur, et est connu dans la Prophétie sous le nom du Chevalier Protecteur. Au cours de cette quête, il éprouve pour la première fois la peur (face à des êtres composés de lichen, de bois mort et de boue); conscient dès lors du fait qu'il n'est pas parfait, il cherchera à bannir à jamais la peur de son âme. Durnik lui conseille de rire de la peur, et Mandorallen le prend au pied de la lettre, en riant dès qu'il rencontre des créatures terrifiantes. Sa vie amoureuse est malheureusement compliquée. Il garda longtemps secret son amour pour la jeune femme du baron de Vo Ebor, Nerina, le baron étant également l'homme qui avait formé Mandorallen et qu'il respectait et aimait comme un père. À la mort du baron, un parent de Vo Ebor, prenant possession de l'héritage, offre à la suite d'une soirée de beuverie la main de Nerina à un de ses soudards. La situation devint tellement tendue que Garion dut intervenir au titre de Roi des Rois du Ponant ; il offrit des terres au baron en échange de la jeune femme. Peu après il força Mandorallen et Nerina à se marier dans un des temples de Chaldan. À la fin de La Mallorée, le couple est heureux.

### Marags
Les Marags était un peuple polygame particulièrement porté sur la beauté et la puissance physique, les femmes étant plus nombreuses que les hommes chez ce peuple. À cause de leur coutume de manger leurs morts, et à cause de la présence de filons d'or à Maragor, leur pays, ils furent envahis par la Tolnédrie qui désirait s'emparer de leurs richesses. La Tolnédrie fut punie par les Aloriens pour ce crime, et c'est après cette invasion que le Maragor devint un district théoriquement propriété de l'empire Tolnédrain, mais étant recouverts de brumes et habités par Mara, le dieu chauve-souris des Marags pleurant son peuple et punissant cruellement tous ceux tentant de s'emparer de l'or du Maragor. Les Marags qui ne furent pas tués furent vendus par les trafiquants d'esclaves nyissiens aux Murgos, et ce n'est qu'à la fin du cycle de la Belgariade que le pays commence lentement à se repeupler.
- Taïba apparaît pour la première fois dans Le Gambit du magicien, troisième tome de La Belgariade. Elle est née en esclavage et descend des Maragues, race exterminée par les Tolnedrains qui étaient attirés par l'or présent au Maragor. Elle a toujours vécu à dans les souterrains réservés aux esclaves de Rak Cthol, fief du sorcier ennemi de Belgarath, Ctuchik. Elle tombe amoureuse rapidement de Relg l'Ulgo. Ce dernier lui a sauvé la vie en lui faisant traverser la paroi d'une grotte dont elle était prisonnière. En outre, c'est ce qui était prévu par la prophétie. Elle passe son temps à taquiner Relg qui le prend très mal au début car c'est un fanatique. Elle, par contre, ne connaît pas la pudeur, ayant toujours été donnée comme récompense aux esclaves méritants. Au fur et à mesure de l'histoire, sa relation avec Relg va devenir de plus en plus sérieuse, Relg se laissant petit à petit attirer par elle. À la fin de la Belgariade, ils se marient avec le consentement du dieu des Maragues, Mara et celui d'UL, le dieu de Relg. Et ils eurent beaucoup d'enfants, dont un sera le prochain Gorim, chef spirituel des Ulgos.

### Nyissiens
Les Nyissiens vivent en Nyissie, un pays composé d'épaisses jungles où est vénéré Issa, le dieu serpent. Le pays n'a pas de force armée exceptionnel, étant lui-même un véritable piège grâce à la multitude de fruits et plantes empoisonnées qui y abondent, ainsi qu'aux nombreux serpents et bêtes venimeuses qui l'habitent. Le pays est dirigé par des eunuques, eux-mêmes aux ordres de Salmissra, la reine de Nyissie. Leur royaume comptait autrefois des routes et des villes, mais tout cela fut abandonnés après une invasion venant de Maragor qui mit le pays à mal. Désormais il n'y a qu'une seule ville, Sthiss Tor, le reste de la population du royaume vivant dans des villages cachés dans la jungle. Le royaume fut également ravagé après l'assassinat du roi de Riva, accomplit par des assassins Nyissiens en échange d'une promesse d'immortalité de la part de Zedar à la Salmissra de l'époque. Plusieurs sortes de serpents, certains intelligents et dotés de parole, vivent dans les jungles et sont particulièrement appréciés par la noblesse de Sthiss Tor. Le pays est esclavagiste, vendant des drogues tirées des nombreuses plantes de sa jungle. Plusieurs nyissiens comprennent d'ailleurs le langage des serpents. Le pays, connu pour ses drogues, l'est également pour ses poisons qu'il exporte partout. Il est d'ailleurs courant pour les eunuques dirigeants le pays de chercher a empoisonner leurs rivaux, ce qui les amènent à consommer énormément d'antipoisons.
- Sadi, L'homme qui n'était pas un homme, est le chef eunuque de la reine Salmissra de Nyissie durant le premier cycle. Sur ordre de sa souveraine, il fait enlever Garion lors de son passage dans le pays des serpents. Garion est alors sauvé des griffes de la reine grâce à l'intervention de Barak et de Polgara, qui change au passage Salmissra en serpent. Par la suite, Sadi doit cacher au reste du monde la transformation dont a été frappée sa souveraine et devient donc un personnage encore plus important qu'il ne l'était déjà du fait du délaissement de la politique dont fait preuve Salmissra. Dans la Mallorée, Sadi se voit discrédité aux yeux de sa reine par un rival qui s'empare alors de son poste et s'arrange pour que Salmissra mette la tête de Sadi à prix. Lorsque le groupe de Garion passe par la Nyissie, Polgara et Garion découvrent que cette sombre machination a été orchestrée par Zandramas qui cherchait à obtenir l'appui du chef-eunuque de Nyissie afin que ce dernier l'aide à s'échapper de Riva après l'enlèvement du prince Geran. Devant le refus de Sadi, celle-ci se débrouilla pour le remplacer par quelqu'un de plus réceptif. Devant son impossibilité de rétablir sa place, Sadi décide donc de se joindre à la quête de Garion, ce qui sera plusieurs fois salutaire au groupe notamment en raison de la parfaite connaissance du Nyissien dans le domaine des drogues et poisons divers. Après avoir sauvé le prince Geran avec Garion, Sadi retourne en Nyissie où la reine Salmissra lui pardonne et le rétablit dans ses fonctions de chef-eunuque du palais. Sadi possède un petit serpent, Zith, une femelle appartenant à une espèce très rare en Nyissie de serpents verts de petite taille qui ont la particularité d'émettre un son proche du ronronnement d'un chat et dont le poison est foudroyant, tuant très rapidement les victimes de leurs morsures.
- Salmissra désigne à la fois un personnage et un titre.
  - La première Salmissra : elle était à l'origine une personne physique : en l'occurrence, la prêtresse du dieu-serpent Issa, le dieu protecteur des Nyissiens. Il advint qu'Issa tomba amoureux de sa belle prêtresse et que les deux eurent une idylle amoureuse. Le dieu, refusant de perdre son amour, rallongea démesurément la vie de Salmissra. Mais, ne pouvant la rendre immortelle (privilège des dieux), Salmissra finit par mourir alors que le dieu Issa, comme ses frères, avait quitté le Ponant après la Première Guerre des Dieux. Pour ne pas attrister leur dieu, les Nyissiens désignèrent alors une jeune fille ressemblant énormément à la prêtresse pour prendre sa place aux côtés du dieu-serpent. La lignée des Salmissra venait d'être créée comme grande prêtresse du dieu Issa et souveraine de la Nyissie.
  - La Salmissra de la Belgariade et de la Mallorée : la Salmissra que Garion rencontre en Nyissie sera la dernière de la lignée. Voulant réellement devenir immortelle, celle-ci est prête à trahir Issa pour épouser Torak en lui livrant Garion et Polgara. Son plan contrecarré par Polgara, Salmissra se voit transformer en serpent pour le reste de sa vie qui est devenu éternelle en punition de sa trahison, ce qui finalement ne se révélera pas un mal pour la reine-serpent. De plus, elle semble disposer d'un certain don de clairvoyance puisque, à plusieurs reprises au cours de l'histoire, elle prédit des événements ou devine des choses que les autres protagonistes, y compris Belgarath et Polgara, sont incapables de deviner. Ce qui ne l'empêche pas de se tromper lorsqu'elle prédit l'issue de la rencontre entre Polgara et Zandramas dans La Mallorée. Salmissra est très imbue de sa personne (même lorsqu'elle est transformée en serpent), elle se croit la plus belle femme du monde et est en conflit avec Polgara qui est considéré par tous comme la plus belle femme du monde à sa place. La reine de Nyissie semble toujours sous l'effet d'une drogue hallucinogène qui lui plonge dans un état second (peut-être la source de sa double vision), ce qui ne l'empêche pas de réagir avec une grande cruauté envers ceux qui l'entourent en n'hésitant pas, par exemple, à tuer elle-même ceux qui, de sa seule opinion, l'ont offensée.

### Sendariens
La Sendarie est un royaume relativement jeune comparé aux autres pays, et surtout connu pour sa tolérance religieuse. Tous les dieux de tous les peuples sont vénérés équitablement en Sendarie. Les Sendariens ne sont pas une race comme les autres, c'est en fait un mélange de différents peuples ayant peuplés leur territoire, notamment des aloriens et des arendais. La plus grande partie de la Sendarie faisait autrefois partie du Duché d'Erat, lui-même affilié au duché de Vo Wacune avant que ce dernier ne soit détruit par les Asturiens. Après la destruction de Vo Wacune, une bonne partie de ses terres formèrent le nouveau royaume de Sendarie, dont le premier roi fut élu par la noblesse locale. Les Sendariens ont également un sens pratique très développé, et ne croient pas à la magie. Même s'ils ne sont pas purement alorien, les rois Sendariens font partie du conseil des rois d'Alorie.
- Brendig est un général de l'armée sendarienne.
- Doroon est l'un des amis d'enfance de Garion à la ferme de Faldor.
- Durnik :
- Faldor est le propriétaire de la grande ferme où Garion a grandi.
- Furlach est le roi de Sendarie.
- Layla est l'épouse de Furlach et la reine de Sendarie. C'est une femme enrobée et très maternelle, mère aimante d'une nombreuse famille, et une dirigeante compétente en l'absence de son époux qu'elle aime beaucoup. Sujette au mal de mer, elle est absolument terrifiée à l'idée d'embarquer pour un voyage en mer.
- Rundorig est l'un des amis d'enfance de Garion à la ferme de Faldor.
- Zubrette est l'une des amies d'enfance de Garion à la ferme de Faldor.

### Tolnedrains
Les Tolnedrains sont un peuple vouant une véritable passion à la richesse et au moyen d'en obtenir, suivant en cela les enseignements de Nedra, le dieu lion. Leur empire est très structuré et hiérarchisé, les rangs étant reflétés également par la couleur des mantelets que portent les Tolnedrains, ces derniers étant le costume national. Le peuple Tolnedrain dispose également de la meilleure infanterie du monde, des légions extrêmement disciplinées qui assurent son pouvoir. Ils ont également signé des traités avec tous les royaumes du Ponant, ce qui leur a permis d'établir un réseau de routes pavées empruntées par les commerçants et étant considérées comme territoire Tolnédrain. Leur avidité leur coûta autrefois cher lorsque les Aloriens, sous l'injonction de leur dieu Belar et pour venger les Maragues massacrés lors de l'invasion du Maragor, déferlèrent du nord pour ravager leur pays. Ce dernier a connu plusieurs dynasties, chacune appartenant à une des Grandes Familles de Tolnedrie que sont les Horb, les Vordue, les Rane, les Borune et les Honeth. Les empereurs de Tolnedrie ne sont pas connus par leur nom: ils sont connus par le nom « Ran », suivit de leur nom de famille et de leur place dans la dynastie, et le pays ayant connu plusieurs dynastie d'une même maison, et chaque fois que l'on change de dynastie les nombres repartent à zéro. La famille régnante à l'époque de la Belgariade, la maison Borune, dirige depuis l'époque de la Bataille de Vo Mimbre. Ils sont particuliers en ce qu'ils ont scellés un pacte avec le peuple des Dryades de la Sylve des Dryades, au sud de leur territoire, et qui envoient certaines de leurs princesses en mariage aux hommes de la maison Borune, qui de ce fait partagent la petite taille des Dryades. Les Tolnédrains sont des gens très terre à terre, refusant de croire en l'existence de la magie et des forces surnaturelles, et ne comprenant pas la haine que les Aloriens vouent envers les Angaraks.
- Bethra est une courtisane de la Cour de l'empereur de Tolnedrie, qui est en réalité une espionne drasnienne.
- Ce'Nedra :
- Ran Borune XXIII est l'empereur de Tolnedrie et le père de Ce'Nedra.
- Varana est un général tolnedrain qui succède sur le trône de Tolnedrie à Ran Borune XXIII, à la mort de celui-ci et après son adoption. Il prend alors le titre de Ran Borune XXIV. Duc d'Anadile, c'est le chef d'une famille noble mineure car n'ayant pas assez de richesse pour pouvoir briguer le trône impérial, mais composée de personnages brillants et particulièrement proche de la maison Borune. Varana était d'ailleurs un ami très proche de l'empereur Ran Borune XXIII, Ce'Nedra le considérant d'ailleurs comme son oncle malgré l'absence de liens de parentés réels entre eux. Lorsque Ce'Nedra convainc les légions de la suivre vers l'est pour faire la guerre aux angaraks, l'absence d'officiers entraîne une baisse drastique de la discipline, l'empereur Ran Borune XXIII décide donc d'envoyer Varana en « vacances » en Algarie, où l'armée coalisée des peuples du Ponant se rassemble, et où le général assume un rôle officiel d'observateur mais reprend officieusement en main la discipline des légions ainsi que leur commandement. C'est un général des plus compétents et qui est d'ailleurs très respectés par ses hommes. Peu après la mort de Ran Borune, alors que les autres familles pensaient qu'il allait abandonner son titre d'héritier qui n'était selon eux là que pour faire cesser leurs complots sur la succession en attendant le décès de l'empereur, il se fait couronner devant les chefs des grandes maisons noble comme Ran Borune XXIV, et se fait acclamer par ses soldats ayant pénétrés le grand temple de Nedra de Tol Honeth afin d'éviter toute protestation ou tentative d'assassinat de la part des nobles réunis.

### Ulgos
Les Ulgos sont un ancien peuple sans-dieu dont UL, le père des autres divinités, accepta de devenir le dieu. Vivant autrefois dans une cité nommée Prolgu, ils l'abandonnèrent et commencèrent à vivre sous terre. Ils vivent dans un grand réseau de caverne sous la montagne où est bâti Prolgu, et ont développé certaines capacités, notamment celle de traverser la roche. Les Ulgos, très mystiques et croyants, ont du mal à côtoyer les autres races, et à se trouver à la surface car leur vie souterraine les rend particulièrement sensibles à la lumière extérieure. Depuis qu'ils ont été choisis par UL, ce dernier fait naître périodiquement un Ulgo aux yeux étrangement bleus qui est désigné comme le Gorim, le chef spirituel du peuple Ulgo.
- Le Gorim est le grand prêtre d'UL. C'est un homme qui se distingue des autres ulgos par la couleur bleue de ses yeux, signe de sa dignité de grand prêtre et chef spirituel du peuple Ulgo. Le Gorim que l'on voit dans les deux cycles de la Belgariade et de la Mallorée est un gentil vieillard déjà très âgé et désespérant de voir naître son successeur, même si l'annonce de la naissance du premier fils de Relg et Taïba, qui porte la marque le désignant comme le futur Gorim, lui met du baume au cœur dans le premier livre de la Mallorée et lui ôte un certain poids de ses épaules. C'est une personne très aimable, qui gagnera notamment l'affection de la princesse Ce'Nedra lors du séjour de cette dernière chez les Ulgos alors que Garion et ses compagnons se rendaient à Rak Cthol pour récupérer l'Orbe. Gorim n'est pas véritablement son nom, mais plutôt son titre, hériter du nom du premier Ulgo désigné par Ul pour être son grand prêtre.
- Relg apparaît pour la première fois dans Le Gambit du magicien, troisième tome de La Belgariade. Relg est un mystique Ulgo, il est à la recherche de l'enfant devant succéder au Gorim, qui est le chef spirituel de ce peuple. Comme tous ses compatriotes, il vit sous terre et ne remonte jamais à la surface. Il devra pourtant s'y résoudre pour accompagner Belgarath dans sa mission. Il a le pouvoir de traverser la roche comme si elle n'existait pas, ce qui causera le traumatisme phobique de Silk lorsqu'il le sauvera. D'un mysticisme extrême, il se complait dans la pureté et semble dégouté par les femmes. C'est alors qu'il se liera avec Taïba, la "Mère de la race qui n'est plus", dernière des Marags. Ils eurent ensemble un fils, qui se trouve être le prochain Gorim. Ensemble, ils partent vivre à Maragor.

## Dieux
- Aldur est un dieu qui n'a aucun peuple élu, ayant préféré prendre une poignée de disciples qui vivent tous dans le Val d'Aldur, au sud de l'Algarie. Son animal emblématique est la chouette.
- Belar est le dieu des Aloriens. Son animal emblématique est l'ours.
- Chaldan est le dieu des Arendais. Son animal emblématique est le taureau.
- Issa est le dieu des Nyissiens. Son animal emblématique est le serpent.
- Mara est le dieu des Marags. Son animal emblématique est la chauve-souris.
- Nedra est le dieu des Tolnedrains. Son animal emblématique est le lion.
- Torak est le Dieu des Angaraks. Son animal emblématique est le dragon. Il fut pendant la Belgariade l'instrument de l'esprit des Ténèbres et incarnait donc l'Enfant des Ténèbres. Arrogant et vaniteux, il était extrêmement fier de sa beauté et trouvait agréable les sacrifices humains que ses prêtres, les grolims, lui offraient. Lorsqu'Aldur trouva l'Orbe, Torak la convoita et finit par la voler à son frère, après que ce dernier eut refusé de la lui donner. Cela déclencha une grande guerre entre les dieux et leurs peuples qui dura jusqu'à ce que Torak déclenche le pouvoir de l'Orbe et lui fasse fendre le monde en deux. La mer aurait tout recouvert si Belar et Aldur n'avait arrêté les flots en furie. L'Orbe se rebella alors contre cet usage contre nature de son pouvoir et réduisit en cendres la moitié du visage de Torak ainsi que la main qui l'avait brandit contre la terre. Étant un dieu, ses blessures ne pouvaient guérir et il se retrouva horriblement défiguré. Dès lors, il cacha son visage derrière un masque de fer. Il fit construire par son peuple Cthol Mishrak, la cité de la Nuit Éternelle, car Torak dissimulait son visage dans l'obscurité.

Les siècles passèrent jusqu'au jour où Belgarath accompagné de Cherek Garrot-d'Ours et de ses fils, Dras Cou-d'Auroch, Algar Pied-léger et Riva Poing-de-Fer, s'introduisirent dans la ville et dérobèrent l'Orbe pour la ramener dans le Ponant. La garde de la pierre magique échut à Riva, le seul ayant un cœur suffisamment pur pour que l'Orbe le laisse la toucher. Torak, fou de colère, fit s'écrouler la tour de fer que lui avait érigée son peuple et chassa ce dernier de la ville. Les siècles passèrent à nouveau jusqu'à ce que Zedar, disciple de Torak et ancien disciple apostat d'Aldur, se débarrassa des descendants de Riva par l'intermédiaire de Salmissra, reine des Nyissiens. Torak rassembla à nouveau son peuple et fondit sur le Ponant. Il ravagea la Drasnie et fit le siège de la forteresse d'Algarie pendant une dizaine d'années avant de se tourner vers Vo Mimbre, en Arendie, où se déroula la bataille finale. Lors de cette bataille, Brand, le gardien de Riva, alors instrument de l'esprit de la Lumière défia Torak en duel. Le Dieu semblait avoir l'avantage jusqu'à ce que Brand dévoile son bouclier dans lequel était enchâssé l'Orbe d'Aldur. Torak, pris de terreur, lâcha alors son épée et Brand lui transperça l'œil gauche, lui enfonçant son épée dans le crâne. Torak tomba dans le coma à la suite de cette terrible blessure et fut enlevé par Zedar qui alla dissimuler son corps. Il ne se réveilla que lorsque Belgarion revint sur le trône de Riva, au moment où il toucha l'Orbe. Belgarion l'affronta avec l'épée de son ancêtre dont la garde portait l'Orbe et le tua. Torak mourut abandonné de tous. 
- UL est le père de tous les autres dieux ainsi que le dieu des Ulgos et des monstres.
- Essaïon : voir Mission

## Dryades
Les Dryades sont un peuple non-humain vivant dans la Sylve des Dryades, au sud de la Tolnedrie. Certains les considèrent comme des « monstres » a l'instar des autres créatures non humaines créées par Ul, mais c'est la seule espèce de « monstres » qui ne soient pas hostile aux humains. Peuple exclusivement féminin de femmes de petite tailles, liées à un arbre et détestant le feu ainsi que tout ce qui menace leur forêt, elles se reproduisent lorsqu'elles capturent des hommes qui s'aventurent dans leur forêt. Un pacte ancien, conclût par l'entremise de Belgarath pour assurer la protection de la forêt des  Dryades des haches Tolnédraines lie les Dryades à la maison Borune de Tolnedrie, les héritiers de cette maison épousant souvent des princesses Dryades, ce qui a marqué la famille en leur donnant notamment une petite taille les distinguant des autres Tolnédrains. Il n'y a d'ailleurs que dans ces unions que les Dryades donnent naissance à des mâles. Les Dryades ont la particularité d'être particulièrement sensible au goût du sucre, qui est comme un aphrodisiaque pour elles. Elles ont aussi pour particularités leurs prénoms: tous commencent par un X. Il en va de même pour les descendantes des Dryades ayant épousés des membres de la Maison Borune, les Tolnédrains prononçant le "X" comme "Ce'".
- Ce'Vanne est la mère de Ce'Nedra, décédée avant le début de la Belgariade.
- Xantha est la reine des Dryades. La première rencontre avec ce personnage se passe lors du voyage de Garion, accompagné de Polgara et Belgarath, dans la forêt des Dryades.
- Xera est une cousine de Ce'Nedra.

## Autres
- Beldaran est la fille de Belgarath et Poledra et jumelle de Polgara. Les deux enfants grandissent au Val d'Aldur, élevées par Beltira et Belkira et Beldin, frères de Belgarath (celui-ci avait reçu un terrible choc en apprenant la mort de sa femme Poledra et n'était pas capable de s'en occuper). Jeune fille blonde à la peau claire, douce et aimante, elle ne possède pas le "Vouloir et le Verbe" propre aux disciples d'Aldur et de Torak. Lors de son seizième anniversaire, elle fut envoyée à Riva afin de s'unir avec le roi de l'île, Riva Poing-de-Fer avec qui elle engendra la lignée gardienne de l'Orbe. Elle mit au monde Daran. Elle mourut d'une maladie causée par le climat de l'île et empirée par le prêtre de Belar de l'époque, que même Polgara ne parvint pas à soigner (Poledra apparaitra à Polgara pour lui dire qu'il faut la laisser partir). Elle est emmenée par Ul et laissera un profond désespoir derrière elle. Riva sera tellement accablé qu'il ne gouvernera plus après sa mort et Polgara en voudra à son père.
- Beldin :
- Belgarath :
- Cyradis est la sibylle de Kell, une antique cité perdue au cœur de l'empire malloréen, protégée des grolims du dieu-dragon Torak par une malédiction leur en interdisant l'accès. Cyradis n'est pas aveugle contrairement à ce que plusieurs personnages du roman laissent supposer, la jeune femme s'est elle-même occultée la vue à l'aide d'un bandeau opaque du fait de sa fonction de sibylle qui est « de lire l'histoire du monde dans les étoiles », en d'autre termes d'être en lien avec les deux nécessités bataillant tout au long de la saga par l'intermédiaire des dieux et des hommes. À la fin de La Mallorée, Polgara lui retirera son bandeau, lui rendant symboliquement la vue en lui permettant d'effectuer le choix qui met fin à la grande guerre des dieux et des hommes, condamnant du même coup Zandramas et sauvant Geran, le fils de Garion. Ayant perdu son pouvoir, Cyradis cesse d'être une sibylle et épouse Zakath, devenant Impératrice de Mallorée.
- Mission est un jeune garçon blond d'environ 6 ans[1] dont l'âme est pure, dénuée de toute violence et de la moindre connaissance de la haine. Il est adopté et éduqué par Zedar, ex-disciple du dieu Aldur, pour s'emparer de l'Orbe d'Aldur que seule une âme de la lignée des Poing-De-Fer ou totalement dépourvue de haine peut toucher. L'unique mot qu'il sait prononcer est « Mission », mais plus tard on se rend compte qu'il sait aussi dire « Belgarion ». Dans la série il apparaît comme un des personnages les plus touchants de par son attitude et son ignorance de la violence. Il est enlevé à Ctuchik dans Le Gambit du magicien et reste sous la protection de Polgara. C'est un élément clé de la Prophétie. Plus loin dans l'histoire, dans le chant I de La Mallorée, Les Gardiens du Ponant, Mission vit dans l'ancienne demeure de Poledra au Val d'Aldur avec Polgara et Durnik. On découvre qu'il est doté d'un pouvoir plutôt particulier : il a le don de lire au travers du cœur et de l'âme des gens, c'est-à-dire, lire les pensées. Dans le chant II, Le Roi des Murgos, ce personnage est rebaptisé (en réalité c'est le nom qu'il devait porter) par Ul lui-même, Essaïon. Dans le dernier tome de la Mallorée, La Sibylle de Kell, il devient le Vrai Dieu des Angaraks par le choix de la sibylle de Kell, Cyradis. À terme, il est destiné à devenir le dieu de toute la Terre imaginée par David Eddings.
- Poledra est la femme de Belgarath et la mère de Polgara et Beldaran. Elle est aussi la très lointaine grand-mère de Belgarion, (personnage principal du cycle). Il s'agit d'une louve transformée en femme par amour pour Belgarath. C'est d'ailleurs pour cela que son mari ne se change, la plupart du temps, qu'en loup. Lorsque Belgarath est parti pour la première fois récupérer l'Orbe d'Aldur des mains de Torak, Poledra mourut lors de l'accouchement de ses filles jumelles Polgara et Beldaran. C'est du moins ce que tout le monde crut jusqu'à la fin (sauf Polgara qui était au courant et Garion qui s'en rendit compte), où il s'avère qu'elle était bien vivante. Aldur a souhaité l'écarter des évènements, malgré la peine subie par son premier disciple. Dans les textes prophétiques du Codex Mrin, elle porte le nom de La femme qui regarde. En effet, jusqu'à la fin, elle n'est qu'une observatrice discrète puisque personne ne devait se rendre compte qu'elle était encore vivante.
- Polgara :
- Toth est d'abord le guide muet de la sibylle de Kell Cyradis avant de rejoindre, sur l'ordre de sa maîtresse, Belgarion et ses compagnons dans leur poursuite de Zandramas et la quête du Sardion. Il se lie particulièrement d'amitié avec Durnik, avec lequel il partage une passion pour la pêche. Toth est d'une grande aide pour la petite compagnie de Belgarion lors de leurs confrontations avec les Grolims ou les Gardiens du temple. De forte carrure et très grand, il dispose d'une force de frappe conséquente. Il est totalement dévoué à sa maîtresse, avec qui il peut entrer en contact à tout moment. Sous ses ordres, il trahit ses compagnons qui se cachaient des soldats malloréens lancés à leur poursuite. Durnik lui retire son amitié un moment, avant que Cyradis ne demande à Polgara d'intercéder en sa faveur auprès de son mari. Toth meurt à la fin du tome cinq de La Mallorée comme l'avait prédit Cyradis (sans savoir l'identité de la personne qui devait mourir).